# هالن
هالن (به لاتین: Hølen) یک منطقهٔ مسکونی در نروژ است که در وستبی واقع شده‌ است.